# Catedral de Sant Maurici de Mirapeis
La catedral de Sant Maurici és un temple catòlic situat a la vila de Mirapeis, al departament francès de l'Arieja. Havia estat la seu de l'antiga diòcesi de Mirapeis, suprimida el 1790.
Va ser classificada com a monument històric el 22 de març de 1907.

## Història de la construcció

### Fundació
La dedicació a Sant Maurici prové de la primera església, construïda aleshores a la riba dreta del riu Èrç. El 22 de setembre de 1209, dia de Sant Maurici, els exèrcits de Simó de Montfort van prendre la ciutat i van posar l'església llavors sota el patrocini del sant. Tanmateix aquesta església ja no existeix, ja que va quedar arrasada per la riuada del 16 de juny de 1289, que va fer que la ciutat es traslladés al marge esquerre del riu.
Joan I de Levis-Mirapeis va col·Locar la primera pedra de la catedral que veiem avui el 6 de maig de 1298 (data en què es va col·locar la pedra de la dedicatòria). La seva construcció va durar sis segles, amb interrupcions.

### L'església es converteix en catedral, comencen les obres
Va ser el 26 de setembre de 1317, amb la butlla Salvator noster, que el nou elegit papa Joan XXII va fer de Mirapeis seu d'un nou bisbat; l'església esdevé catedral. Però hi havia una manca de finançament per ampliar l'edifici. Els diferents bisbes van intentar fer-se'n càrrec, però mai van arribar a acabar l'obra (hi van tenir molt a veure la Guerra dels Cent Anys, una epidèmia de pesta l'any 1361 i, sobretot, l'incendi de Mirapeis pels routiers de Joan Petit l'any 1363). Jaume Fornièr, el futur Benet XII, va encarregar els plànols d'ampliació a Pere Poisson (futur arquitecte del Palau dels Papes d'Avinyó) però va ser nomenat cardenal abans que les obres es poguessin dur realment a terme.

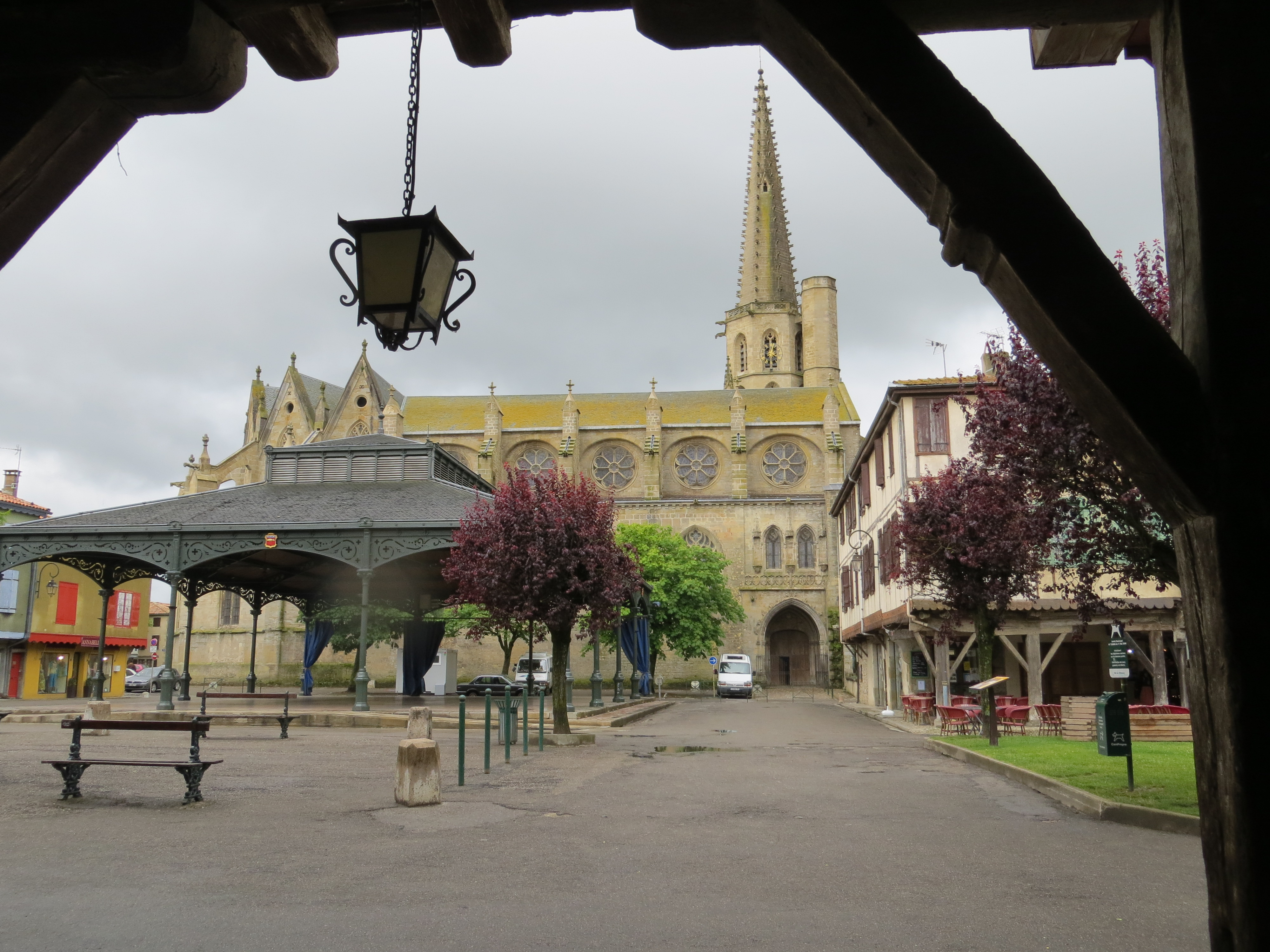
Exterior.

No va ser fins al segle xvi amb el bisbe Felip de Lévis (nomenat l'any 1497) que finalment es va completar una part important de obra: va fer enderrocar les cases adossades a la catedral, netejant així l'edifici, ampliant-lo, embellint-lo i, sobretot, fent-hi construir el campanar. L'agulla punxeguda de 8 costats, la creu terminal de la qual arriba a 60 metres d'alçada, és la més alta del departament. Dos pisos quadrats sostinguts per contraforts estan rematats per dos pisos octogonals il·luminats per finestres de reixa ogival. Aquest campanar, acabat l'any 1506, acull 16 campanes, inclosa una de dues tones. També és d'aquesta època que data la porta renaixentista, desmuntada en el seu moment i retrobada l'any 1952, i el porxo d'entrada.
La teulada es va haver de reparar l'any 1732 i es va refer la pavimentació de la nau.

### Lent abandó
Després de Felip de Lévis, els bisbes van deixar de viure al lloc. Només Pere de Donnaud va fer transformar l'interior de la catedral. Bona part del mobiliari va anar desapareixent progressivament, per un cert abandonament accentuat pels saquejos de la Revolució i la supressió del bisbat de Mirapeis el 1790. Els bancs del temple es van vendre i van desaparèixer nombrosos elements artistics com ara els vitralls del segle xv, les làpides dels bisbes, l'altar de marbre vermell donat pel bisbe Pere de Donaud (1587) -(1630) o les estàtues de pedra del segle XVI.

### La restauració d'Eugène Viollet-le-Duc
Prosper Mérimée i Eugène Viollet-le-Duc van restaurar l'edifici els anys 1858 i 1859. Aquest últim trobava que l'edifici estava descentralitzat i asimètric, molt heterogeni, i en mal estat. Viollet-le-Duc hi va construir el arcbotants de pedra i la volta. L'any 1860, la seva nau havia quedat ampliada en 3,30 m, portant-la a tenir 21,60 m i converetint-la en la nau única més ampla de l'estil arquitectònic del gòtic llenguadocià. Aquesta restauració (de fet una reconstrucció en la seva major part) va tenir i té els seus detractors. Viollet le Duc -aplicant els seus principis- elimina, afegeix, amplia, reinterpreta, tot i que permet que aquesta catedral, mai acabada i modificada en èpoques molt diferents, adquireixi una certa unitat d'estil.

## Descripció

### Nau

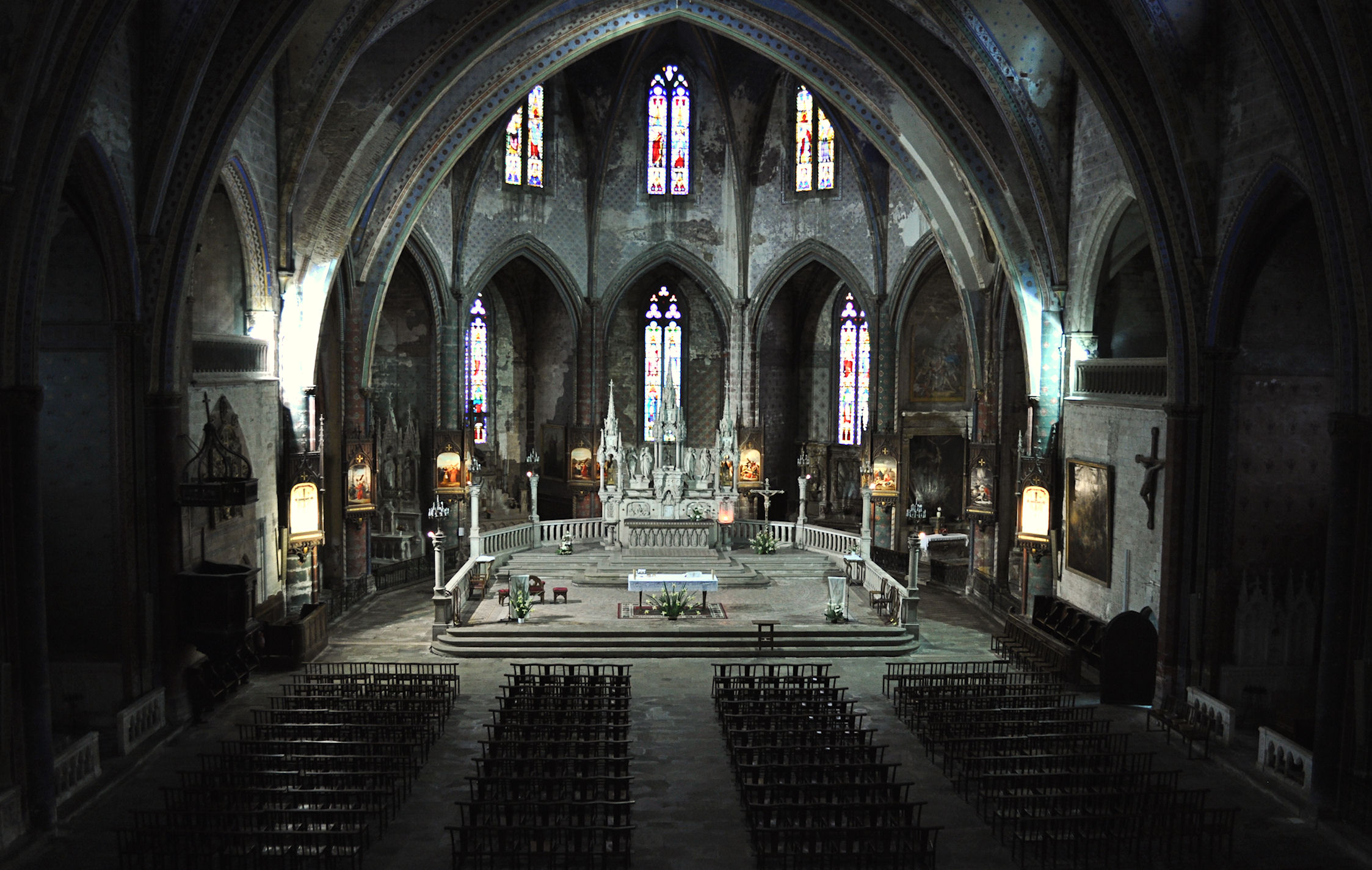
La nau única de la catedral de Maurici.

L'església està construïda en pedra sorrenca local. Té una sola nau, flanquejada per capelles entre els contraforts, seguint la planta de les esglésies tolosanes. Aquesta nau, rematada per arcs ogivals, és la més ampla entre les esglésies occitanes, ja que supera, amb els seus 21,60 metres, la de Sant Vicenç de Carcassona que mesura 20,26 metres. Només la Catedral de Girona, arriba als 22 metres en una sola nau.
L'interior inclou 5 trams. Els 2 primers estan ocupats pel Porxo que s'obre al nord, cap a la ciutat, i pels baixos del Campanar. Les 2 capelles següents estan il·luminades per finestres estretes i llargues. El 4t tramp s'hauria d'haver previst per rebre un transsepte, està ocupada per 2 plantes d'habitacions, les superiors s'obren a la nau, mentre que la part inferior, cega, compromet l'equilibri de l'edifici. El vast cor poligonal és del segle xiii i inclou 5 capelles radiants. Les figures de les claus de volta indiquen els antics termes de les 13 capelles, l'atribució de les quals, a part de la de Sant Maurici, ha estat modificada. Cal destacar especialment la de Sant Galderic, molt seguit a la diòcesi i fins al Rosselló, i la de Santa Àgata, amb el seu petit terra de laberint en rajoles vidriades. Damunt del porxo, observem la galeria personal de Felip de Lévis. Els pilars rodons del cor i les 2 primeres capelles amb les seves bases característiques estan més ben fets que els de la nau.
Les claus de volta de les capelles laterals s'atribueixen al mestre de Rius, un escultor molt important i de gran qualitat, la major part de l'obra del qual coneguda avui es conserva al Museu dels Augustins de Tolosa.

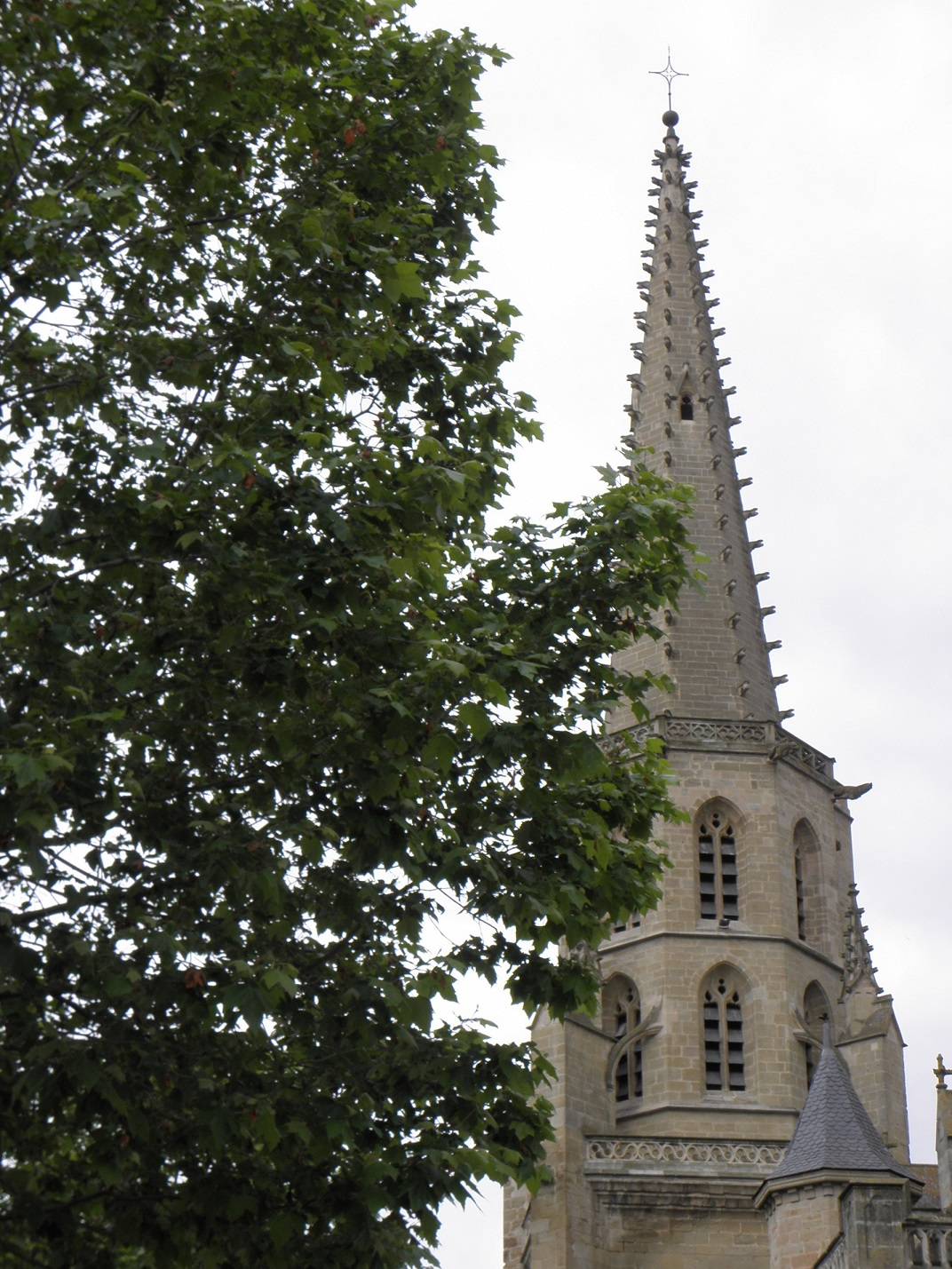
Campanar de la catedral.

### Campanar
El 1506, el bisbe Felip de Lévis va erigir la punta del campanar que va fer famosa la catedral de Mirapeis. Aquest campanar està format per 2 plantes quadrades subjectades a les cantonades per contraforts sobre els quals s'aixequen 2 plantes octogonals il·luminades a cada costat per finestres de mainell. Per sobre de l'últim octògon, la fletxa molt afilada, per tal de compensar l'absència de tambor i amb 8 cares, fa enfilar la creu terminal fina als 60 metres. Les seves vores estan adornades amb ganxos que suavitzen les línies.